# 黑手会 (塞尔维亚)
不统一毋宁死，通称黑手会或黑手党是由塞尔维亚王国军队军官于1901年建立的军事秘密结社，以策划了导致第一次世界大战爆发的萨拉热窝事件以及1903年的塞尔维亚五月政变而知名。创始人是德拉古廷·迪米特里耶维奇。